# Acrodon
Acrodon ist eine Pflanzengattung aus der Familie der Mittagsblumengewächse (Aizoaceae). Der botanischen Name der Gattung leitet sich von den griechischen Worten akros für ‚Spitze‘ sowie odons für ‚Zahn‘ ab und verweist auf die an ihrer Spitze gezähnten Laubblätter.

## Beschreibung
Die Arten der Gattung Acrodon wachsen kompakt bis kriechend mit einer dicken Pfahlwurzel und einem dicken, meist kurzem Rhizom. Die dreieckigen, fast freien Laubblätter besitzen einen gezähnt Kiel und häufig gezähnte Blattränder. Die Zähne sind klein und brüchig oder groß und biegbar. Die Laubblätter sind 1,3 bis 10 Zentimeter lang. Ihre Epidermis besitzt eine mit Kristallsand gefüllte dicke Außenwand. Die horizontalen, in kleine Stücke zerbrochenen Wachsplättchen verursachen das runzlige Aussehen der Laubblätter.
Die ein bis drei Blüten stehen an brakteentragenden Blütenstielen von 15 bis 40 Millimetern Länge. Sie besitzen fünf gleiche Kelchblätter. Ihre weißen, selten rosafarben, Kronblätter sind an ihrer Spitze rosafarben und besitzen einen rot-purpurfarbenen Mittelstreifen. Häufig sind die Ränder der Kronblätter purpur gefärbt. Es sind keine oder nur wenige weiße, an ihrer Spitze purpurfarbene, filamentöse Staminodien vorhanden. Die Staubbeutel auf den weißen Staubfäden sind gelb oder purpurfarben. Die Blütezeit ist der August. Die Blüten öffnen sich am Mittag und schließen sich gegen Abend.
Die fünffächrigen Früchte sind hart und braun. Sie enthalten dunkelbraune Samen, deren Samenschale mit gut ausgebildeten, deutlichen und voneinander getrennten Noppen besetzt ist.
Die Chromosomenzahl ist {\displaystyle 2n=18}.

## Systematik und Verbreitung
Die Gattung Acrodon ist in Südafrika in den südwestlichen Distrikten der Provinz Westkap verbreitet. Sie wächst im Rhenosterbosveld und Fynbos mit Niederschlagsmengen von mehr als 200 Millimeter jährlich.
Die Erstbeschreibung der Gattung durch Nicholas Edward Brown wurde 1927 veröffentlicht. Die Gattung Acrodon umfasst folgende Arten:
- Acrodon bellidiflorus (L.) N.E.Br.
- Acrodon caespitosus H.E.K.Hartmann
- Acrodon deminutus Klak
- Acrodon parvifolius du Plessis
- Acrodon subulatus (Mill.) N.E.Br.

## Nachweise

## Weiterführende Literatur
- Hugh Francis Glen: Numerical taxonomic studies in the subtribe Ruschiinae (Mesembryanthemaceae) - Astridia, Acrodon and Ebracteola. In: Bothalia. Band 16, Nummer 2, 1986, S. 203–226. (PDF)
- Heidrun E. K. Hartmann: Miscellaneous taxonomic notes on Aizoaceae. In: Bradleya. Band 14, 1996, S. 29–56.